# John McInnes (Skispringer)
John Archibald McInnes (* 7. Juli 1939 in New Westminster) ist ein ehemaliger kanadischer Skispringer.

## Werdegang
Sein Debüt bei einem Weltklassewettbewerb gab McInnes im Rahmen der Vierschanzentournee 1963/64. In Oberstdorf sprang er auf der Schattenbergschanze auf Rang 67. Nachdem er das Neujahrsspringen ausgelassen hatte, landete McInnes auf der Bergiselschanze auf dem 64. Platz, was sein bestes Einzel-Tournee-Ergebnis war. Die Tournee beendete er mit 638 Punkten auf dem 56. Platz der Gesamtwertung. Bei den Olympischen Winterspielen 1964 in Innsbruck startete er auf beiden Schanzen. Von der Toni-Seelos-Olympiaschanze in Seefeld in Tirol erreichte er nach drei Sprüngen den 53. Platz. Von der Bergiselschanze in Innsbruck landete er auf Rang 50.
Bei der Nordischen Skiweltmeisterschaft 1966 in Oslo erreichte McInnes von der Normalschanze mit zwei Sprüngen auf 62,5 Meter den 56. Platz. Von der Großschanze am Holmenkollen landete er nach Sprüngen auf 66 und 68 Meter auf dem 47. Platz.
In Grenoble startete er zwei Jahre später bei den Olympischen Winterspielen 1968. Von der Normalschanze erreichte er punktgleich mit dem sowjetischen Springer Wladimir Smirnow den 55. Platz. Von der Großschanze belegte er nur Rang 57.
Sein letztes internationales Turnier bestritt er mit der Vierschanzentournee 1969/70. Nachdem er das Springen in Oberstdorf ausgelassen hatte, kam er jedoch auch in keinem der weiteren Springen auf vordere Plätze, bestes Ergebnis war Rang 71 in Innsbruck.

## Erfolge

### Vierschanzentournee-Platzierungen
| Saison  | Platz | Punkte |
| ------- | ----- | ------ |
| 1963/64 | 56.   | 638,0  |
| 1969/70 | 85.   | 451,8  |